# Короткошипые акулы
Короткошипые акулы (лат. Centrophoridae) — семейство акул отряда катранообразных, в которое входят 2 рода и около 18 видов. Это глубоководные рыбы, которые встречаются повсеместно в тропических и тёплых умеренных водах. Некоторые виды являются объектом коммерческого промысла. В целом их рацион состоит из рыб, осьминогов, кальмаров и креветок. Некоторые виды ведут донный, а другие пелагический образ жизни. Они размножаются яйцеживорождением, самка вынашивает эмбрионы, заключённые в яичные капсулы внутри своего тела, пока они не вылупятся. Эмбрионы питаются исключительно желтком. Два спинных плавника оснащены рифлёными шипами. Нижние зубы крупнее верхних. Латеральные кили и прекаудальная выемка на хвостовом стебле отсутствуют. Самый маленький представитель семейства имеет длину 79, а самый крупный 164 см. У акул рода деаний удлинённое рыло.
Название семейства и одного из родов происходят от слов греч. κεντρωτός — «утыканный шипами» и греч. φορούν — «носить».

## Классификация
- Centrophorus  (J. P. Müller & Henle, 1837) — Короткошипые акулы (род)
  - Centrophorus acus  (Garman, 1906) — Длинная короткошипая акула
  - Centrophorus atromarginatus  (Garman, 1913)
  - Centrophorus granulosus  (Bloch & J. G. Schneider, 1801) — Бурая короткошипая акула
  - Centrophorus harrissoni  (McCulloch, 1915) — Австралийская короткошипая акула
  - Centrophorus isodon  (Y. T. Chu, Q. W. Meng & J. X. Liu, 1981)
  - Centrophorus lusitanicus  (Bocage & Capello, 1864) — Португальская короткошипая акула
  - Centrophorus moluccensis  ( Bleeker, 1860) — Малоплавниковая короткошипая акула
  - Centrophorus niaukang  (Teng, 1959)
  - Centrophorus robustus  (S. M. Deng, G. Q. Xiong & H. X. Zhan, 1985)
  - Centrophorus seychellorum  (Baranes, 2003)
  - Centrophorus squamosus  (Bonnaterre, 1788) — Серая короткошипая акула
  - Centrophorus tessellatus  (Garman, 1906)
  - Centrophorus westraliensis  (W. T. White, Ebert & Compagno, 2008)
  - Centrophorus zeehaani  (W. T. White, Ebert & Compagno, 2008)
  - Centrophorus sp. A
  - Centrophorus sp. B

- Deania  (D. S. Jordan & Snyder, 1902]) — Деании, или длиннорылые колючие акулы
  - Deania calcea  (R. T. Lowe, 1839 — Длиннорылая колючая акула
  - Deania hystricosa  (Garman, 1906) — Колючая деания
  - Deania profundorum  (H. M. Smith & Radcliffe, 1912) — Глубоководная деания, или южноафриканская колючая акула
  - Deania quadrispinosum  (McCulloch, 1915) — Длиннорылая деания